# You Rock My World
You Rock My World este un single al cântărețului american Michael Jackson de pe albumul Invincible. Piesa a ajuns pe locul zece în topul Billboard Hot 100, în Statele Unite.
Videoclipul melodiei, care durează treisprezece minute și jumătate, a fost regizat de Paul Hunter și îi cuprinde în distribuție pe actorii Chris Tucker și Marlon Brando. În videoclip, Jackson și Tucker joacă rolul a doi bărbați care încearcă să obțină afecțiunea unei femei. Videoclipul a fost comparat cu videoclipuri anterioare ale lui Jackson "Smooth Criminal" și "The Way You Make Me Feel".
"You Rock My World" a ocupat locul 10 în Billboard Hot 100 și a fost ultimul cântec a lui Jackson care a ajuns în top 10 în Statele Unite până la "Love Never Felt So Good", alături de Justin Timberlake, care a atins numărul 9 în 2014. Aceste poziții au fost obținute numai pe baza airplay-ului, deoarece în Statele Unite nu a fost lansat niciun single comercial. Piesa a ajuns pe primul loc în Franța, Polonia, Portugalia, România, Africa de Sud și Spania. De asemenea, a ajuns în top 10 în Australia, Austria, Canada, Danemarca, Finlanda, Italia, Suedia, Elveția și Regatul Unit. Piesa a fost nominalizată la premiul Grammy pentru cea mai bună interpretare vocală masculină la cea de-a 44 ediție a Premiilor Grammy.
"You Rock My World" a fost cântat de Jackson numai de două ori la Madison Square Garden în New York în concertele de pe 7 și 10 septembrie 2001 pentru a celebra cariera lui Jackson ca artist solo. Imagini ale spectacolului au apărut pe DVD-ul televiziunii americane CBS numit Michael Jackson: 30th Anniversary Celebration.